# 马克·G·托马斯
马克·G·托马斯（1964年6月5日—）是一位英国遗传学家，研究方向为人類演化，曾多年担任《人類遺傳學年鑑》杂志主编，2009年之后为伦敦大学学院教授。